# باشگاه فوتبال ولفسبرگر
باشگاه فوتبال ولفسبرگر (آلمانی: Wolfsberger AC) یک باشگاه فوتبال در اتریش می‌باشد که در شهر ولفسبرگ مستقر شده‌است و در بوندس‌لیگا اتریش رقابت می‌کند. این باشگاه در سال ۱۹۳۱ بنیانگذاری شده‌است.

## آمار اروپایی
| فصل     | رقابت     | دور               | حریف              | میزبان | میهمان | در مجموع |
| ------- | --------- | ----------------- | ----------------- | ------ | ------ | -------- |
| ۱۶–۲۰۱۵ | لیگ اروپا | لیگ اروپا ۱۶–۲۰۱۵ | شاختیور سالیهورسک | ۲–۰    | ۱–۰    | ۳–۰      |
| ۱۶–۲۰۱۵ | لیگ اروپا | ۱۶–۲۰۱۵           | بروسیا دورتموند   | ۰–۱    | ۰–۵    | ۰–۶      |